# Parc national de Goz Beïda
Ne doit pas être confondu avec Goz Beïda.
Le parc national de Goz Beïda est un parc national du Tchad. Son statut IUCN est en cours de proposition.

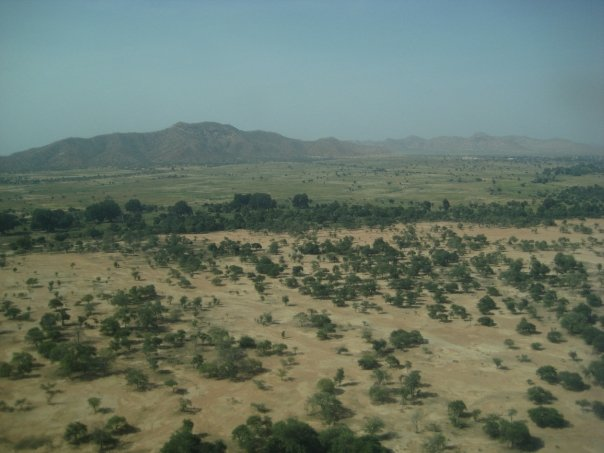
Paysage autour de Goz Beïda (après la pluie, février 2010)
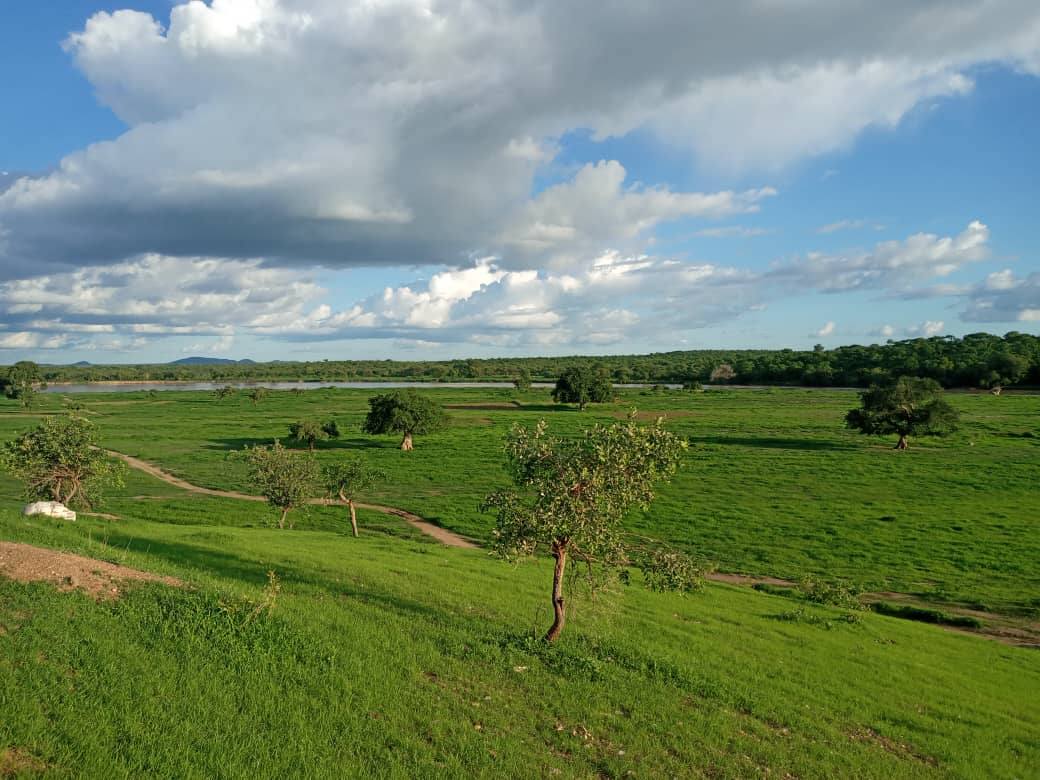
Dans la région de Goz Beïda (2010)